# Chrysobothris polychrous
Chrysobothris polychrous es una especie de escarabajo del género Chrysobothris, familia Buprestidae. Fue descrita científicamente por Bílý en 1983.